# Llac d'Atitlan

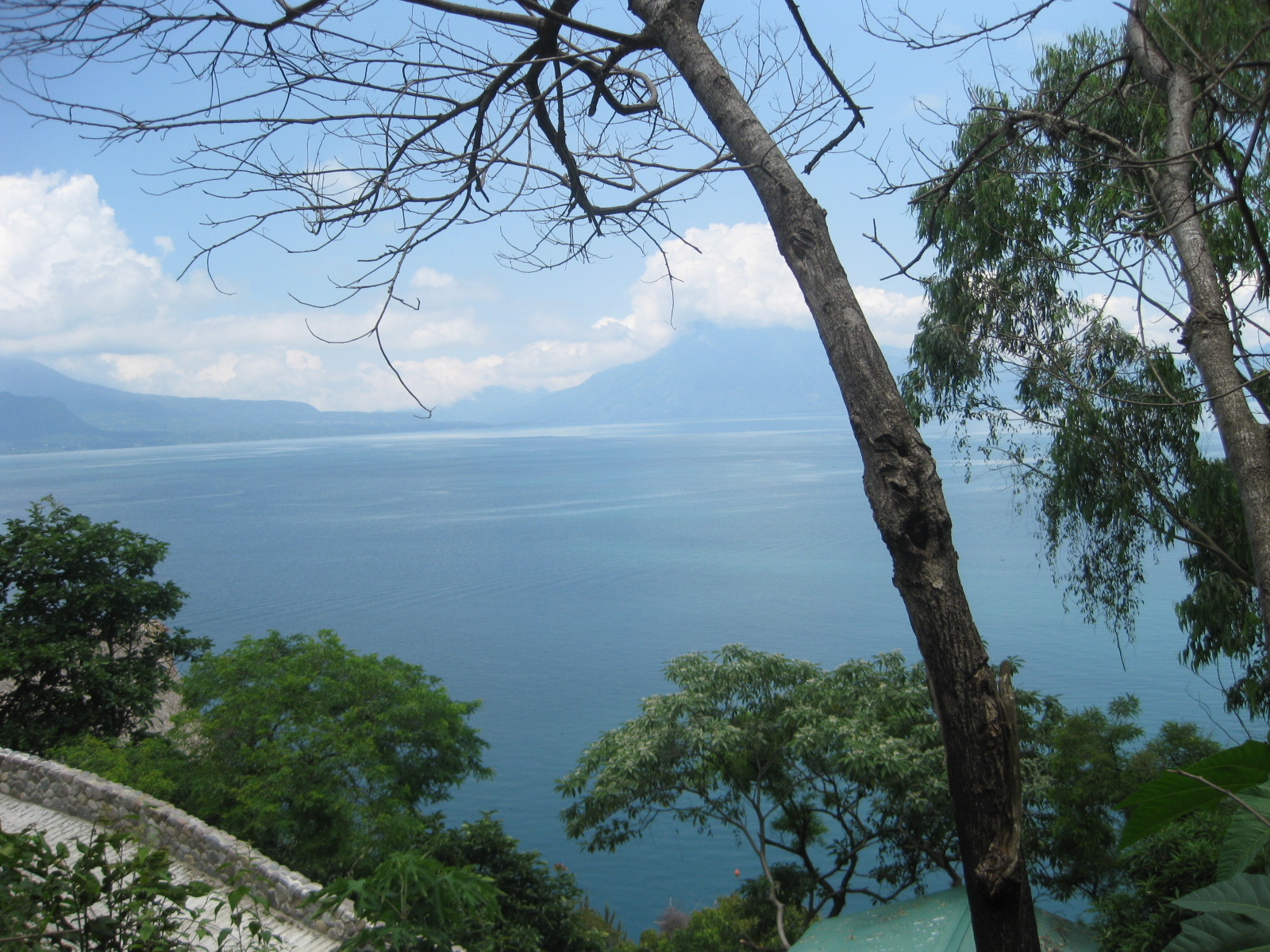
Panoràmica del llac Atitlán 2

L'accident hidrogràfic més important del departament de Sololá a Guatemala el constitueix el llac d'Atitlán, que és una de les principals fonts econòmiques del departament, ja que a més de ser un centre turístic de molt d'atractiu, és un gran suport comercial.
Als marges del llac s'alcen els volcans d'Atitlán (3.537 msnm), Tolimán (3.158 msnm) i San Pedro (3.020 msnm). El llac està situat a 1.560 metres sobre el nivell del mar i fa 18 km de longitud. La seva profunditat varia; en molts punts és desconeguda, però s'han sondejat més de 350 m.
Pel que fa a l'origen del llac d'Atitlán, hi ha dos corrents d'opinió. Un d'aquests opina que el llac és un vell cràter mort i l'altre que el sorgiment dels volcans va interrompre el curs dels tres rius que venien del nord, els quals, en reunir les aigües en el lloc, van donar origen al llac. El llac no té desguàs visible. A més a més, es diu que on hi ha el llac va ser una illa que va ser l'epicentre de l'activitat maia en l'època precambriana, ja que en aquesta època els maies s'agrupaven en regions.
Diverses poblacions que tenen noms bíblics envolten el llac: Santa Catarina Palop, San Antonio Palop, San Lucas Tolimán, Santiago Atitlán, San Pedro La Laguna, San Juan La Laguna, San Pablo La Laguna, San Marcos La Laguna, Santa Cruz La Laguna, Panajachel i d'altres. Per tots aquests pobles, es pot viatjar en llanxes que estan a la vora del llac, previ pagament dels quetzals que en demanin.
Una de les característiques pròpies del llac d'Atitlán és un vent fort conegut com a xocomil, que es produeix generalment a migdia, quan els vents càlids procedents del sud xoquen amb les masses d'aire més fredes que provenen de l'altiplà, formant remolins que agiten les aigües del llac i provocant onades molt fortes, que poden fer sotsobrar les embarcacions.